# Batalla de Palmira (1941)
La batalla de Palmira (1 de julio de 1941) formó parte de la invasión aliada de Siria durante la campaña de Siria-Líbano en la Segunda Guerra Mundial.  La caballería británica mecanizada y una patrulla del desierto de la legión árabe rompieron una columna móvil francesa de Vichy al noreste de la ciudad de Palmira.  Capturaron a cuatro oficiales y 60 hombres, lo que provocó la rendición de la guarnición de Vichy en Palmyra. 

## De fondo
En 1941,los franceses de Vichy tenían fuerzas sustanciales en la región y habían permitido que sus bases aéreas fueran utilizadas como puestos de aprovisionamiento alemanes para enviar aviones a participar en la guerra anglo-iraquí. También habían permitido a los alemanes utilizar el sistema ferroviario para enviar armas y municiones a Irak. El 8 de junio de 1941, los aliados lanzaron dos ataques desde el norte desde Palestina y Transjordania al Líbano y Siria para evitar cualquier interferencia hacia los intereses aliados en la región.  A fines de junio, Damasco había sido capturado y el comandante de la campaña aliada, Henry Maitland Wilson estaba listo para lanzar dos embates más, esta vez desde el oeste de Irak para completar la captura de Siria. 
Un grupo de brigadas ampliadas llamadas Habforce durante la guerra anglo-iraquí avanzó por el desierto desde Transjordania para relevar a la guarnición británica de la RAF Habbaniya en el río Éufrates y luego ayudó a tomar Bagdad. Esta fuerza se retiró entonces a la parte remota de Irak cerca de las fronteras de Transjordania y Siria. Se les encomendó avanzar al noroeste para derrotar a la guarnición francesa de Vichy en Palmira y asegurar el oleoducto desde Haditha en Irak hasta Trípoli en la costa del Líbano. Los grupos Habforce se adaptaron bien a las tareas en el desierto debido a la inclusión en sus fuerzas del regimiento mecanizado de la legión árabe del tamaño de un batallón, el cual estaba formado exclusivamente por soldados beduinos que habitan en el desierto. 

## Acciones en Palmira.

Mapa de Siria y el Líbano durante la II Guerra Mundial

Los Habforce se dividieron en tres columnas (dos para hacer maniobras de flanqueo en cada lado de Palmira), y cada una fue guiada por un destacamento de la legión árabe; Partieron el 21 de junio. Una escaramuza con pastilleros en la tubería a unas pocas millas al este de Palmira resultó en la pérdida del elemento sorpresa. Los Habforce rodearon Palmira, enviando a las tropas de la legión árabe a patrullar el desierto para proteger los flancos y líneas de comunicación.  El 28 de junio, capturaron el fuerte francés de Seba 'Biyar (aproximadamente 60 millas al suroeste de Palmira), la pequeña guarnición se rindió sin que se disparara un tiro.  Al día siguiente ocuparon Sukhna, unas 40 millas al noreste de Palmira, que no estaba ocupada por tropas francesas.
En la mañana del 1 de julio, la ciudad de Sukhna fue atacada por la segunda compañía ligera del desierto francés. La legión árabe había recibido refuerzos de una escuadra de la recién mecanizada cuarta brigada de caballería, regimiento Household Cavalry al mando del general George Clark, con dos compañías formadas principalmente de pequeños agricultores británicos (Yeoman) mezclados con las tropas regulares, una de Warwickshire y otra de Wiltshire cada una con 200 hombres.  Después de una vigorosa batalla, los franceses se retiraron bajo la presión de una carga de las tropas de la Legión Árabe y terminaron atrapados en un valle antes de entregarse. La batalla hizo a la tercera compañía ligera del desierto francés, que estaba a cargo de Palmira, rendirse en la noche del 2 de julio. Así, los Habforce lograron avanzar 64 kilómetros al oeste a lo largo de la tubería hacía Homs y amenazar las comunicaciones de las fuerzas de Vichy que luchaban contra la 7ª División en la costa australiana del Líbano.